# Вузол підвіски зброї

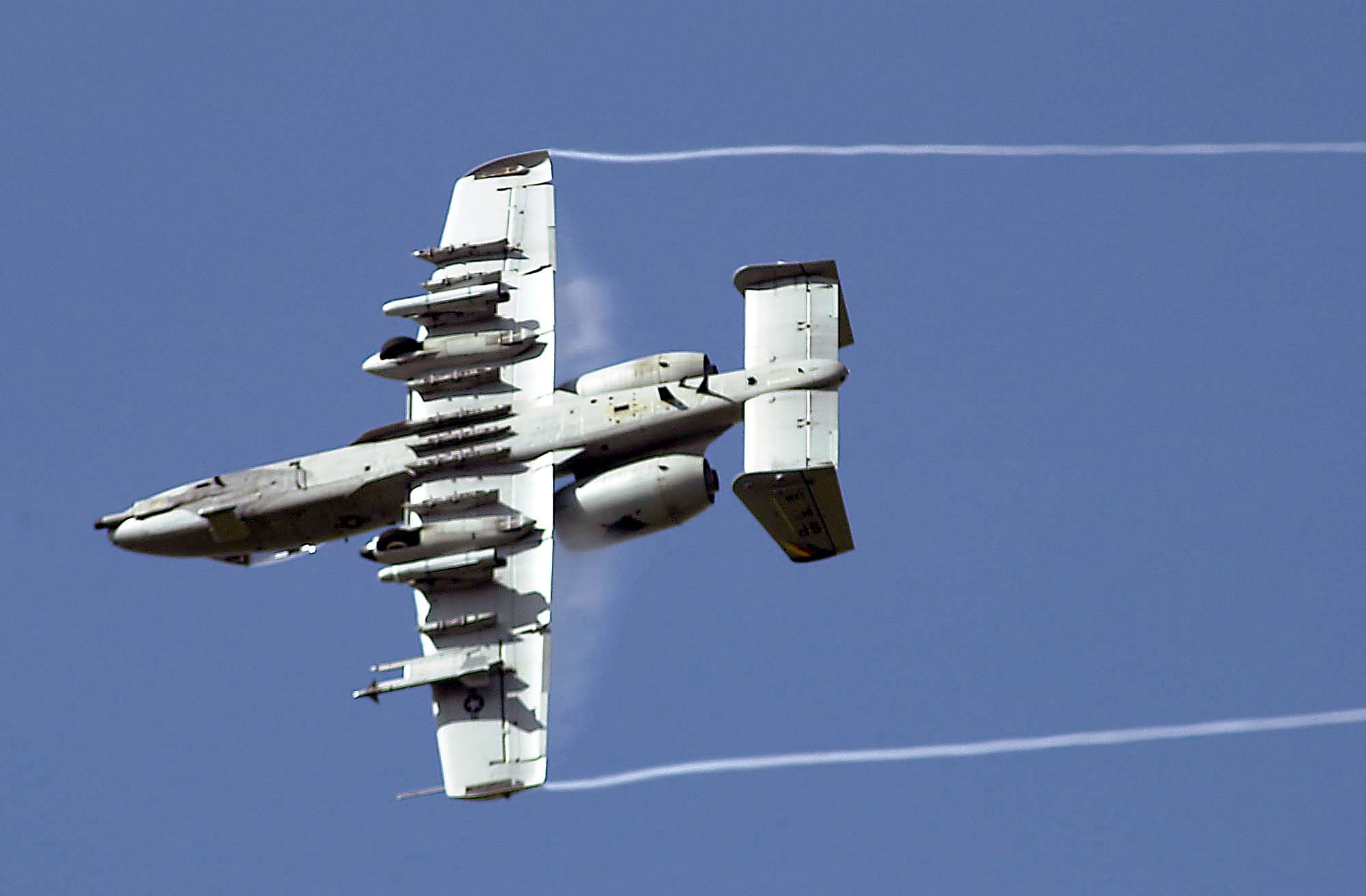
Чисельні вузли підвіски у A-10 Thunderbolt II.

Вузол підвіски озброєння — місце на планері розроблені для переноски зовнішнього або внутрішнього навантаження. Сюди включено підвіски на крилах або фюзеляжі на цивільних або військових літаках де можуть встановлюватися реактивні двигуни, озброєння, контрзаходи, гарматні гондоли, прицільні гондоли або підвісні паливні баки.

## Літак
У аеронавтиці, термін підвіска використовується для визначення точки підвіски на корпусі літака. Підвіска зазвичай призначена для перенесення певної кількості корисного навантаження. Ця конструкція враховує номінальні значення g-сил. Таким чином, точкові навантаження на конструкцію від зовнішніх або внутрішніх сховищ, двигунів, обладнання, пасажирів і корисного навантаження — це просто вага предметів і будь-яких пілонів, сидінь, монтажних кронштейнів тощо, яка помножена на максимальний коефіцієнт навантаження, який буде підтримуватися, при переносі цих предметів.
У цивільній авіації підвіску, зазвичай, використовують для розташування зовнішніх двигунів або паливних баків. Оскільки двигуни зазвичай є фіксованою установкою, оператори зазвичай посилаються на них з позначенням двигуна. Тому цей термін в основному використовується для точок навантаження, призначених для не фіксованих установок.
У військовій авіації, підвіску також називають підвіска для зброї. На відміну від цивільних літаків, для літаків НАТО встановлено вимогу до корпусу щоб конструкція залишалася без деформацій при перевищенні у 115 відсотків від граничних або визначених навантажень та без руйнування конструкції при граничних навантаженнях. Більшість підвісок на військових літаках використовуються для підвішування гондол або зброї. На деяких підвісках також можна встановлювати підвісні паливні баки. Такі підвіски мають назву мокрі, основний аеронавігаційний термін як відповідає за використання палива, наприклад, мокра тяга. Термін мокрий також застосовують до тримачів, таких як пілони.
Крильові підвіски потребують пілони для кріплення об'єктів. Підвіски на фюзеляжах не завжди потребують пілони, наприклад, фюзеляжні підвіски на літаках McDonnell Douglas F-15 Eagle, хоча інші літаки потребують пілони для того, щоб мати проміжок для випуску шасі (наприклад, F-14 Tomcat) або щоб забезпечити необхідний простір (наприклад, МіГ-27). Літаки зі змінною стрілоподібністю крила які мають пілони на поворотній частині крила (наприклад, General Dynamics F-111 та Panavia Tornado) мають механізми які повертають пілони відповідно до позиції крил, щоб пілони і озброєння на них дивилися вперед. Зовнішня пара підвісок F-111 не обертаються  і використовуються лише при повному відкритті крила. Це не дає літаку літати на надзвуковій швидкості коли на цих пілонах є озброєння, зазвичай це паливні баки usually fitted with fuel tanks during ferry flights. Пілони автоматично відстрілюються при досягненні крилами кута у 26 градусів, це значить, що літак прискорюється до надзвукової.
Підвіски можуть бути пронумеровані або ні (F-4 Phantom II). Нумерація не обов'язковою є послідовною і може починатися з будь-якого номера, наприклад, підвіска 559 на B-52. Немає обов'язковим є і порядок встановлення номерів. Нумерація може вестися з ліва на право (F/A-18 Hornet) або навпаки (F-15 Eagle), або дзеркальною і з зовнішнього боку до внутрішнього боку. Часто зустрічається центральна підвіска.

## Пілон
Пілони використовуються для приєднання предмета або об'єкта до корпусу літака для перенесення; отже, це перехідник. Пілон необхідний для запобігання торкання вантажем поверхні літака, а також для запобігання небажаним порушенням потоку повітря до крила. Пілони зазвичай розробляються з урахуванням аеродинамічних властивостей для зменшення опору повітря. Є багато різних форм, розмірів та конструкцій пілонів які мають чітке визначення клиновий перехідник або пілон крила.
Літаки «стелс», так як F-22 або F-35 можуть мати пілони які відстрілюються для створення непомітності та зменшення опору.
У той час як більшість пілонів є модульними системами які сумісні з великою кількістю підвісних систем, деяка зброя та літаки можуть потребувати спеціальні пілони або перехідники для перевезення спеціальних вантажів. Наприклад, під час війни у В'єтнамі, версія F-105 Thunderchief для протизенітних дій «wild weasel», F-105G, міг нести звичайні протирадіолокаційні ракети AGM-45 «Shrike» на стандартних пілонах та пускових установках, але нові розроблені AGM-78 Standard ARM потребували спеціально розроблені і унікальні пускові установки «LAU-78/a» які були створені для цих ракет.

## Військове використання
Обладнання для підвісок НАТО (пілони та інші засоби для перевезення вантажів) і підвісні блоки мають стандарт MIL-STD-8591. Військові пілони забезпечують перевезення, розгортання та можливість відстрілу зовнішніх вантажів — зброї, підвісок, паливних баків або іншого озброєння. Пілони мають модульний відсік для встановлення інших перехідників і дозволяє перевозити широкий спектр вантажів. Такими перехідниками можуть бути бомбові стійки, пускові установки або інші типи опорних конструкцій, кожна з яких має свої власні положення для монтажу всіх інших комплектів.

### Стійки

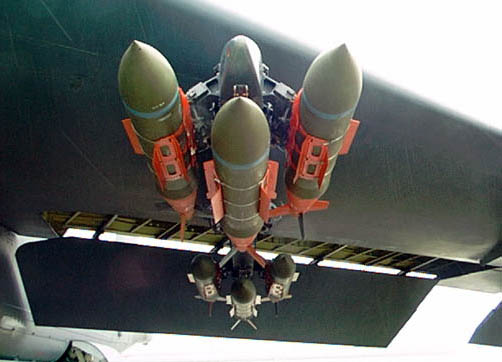
Три керовані бомби GBU-31 JDAM на потрійній ежекторній стійці, під крилом B-52.

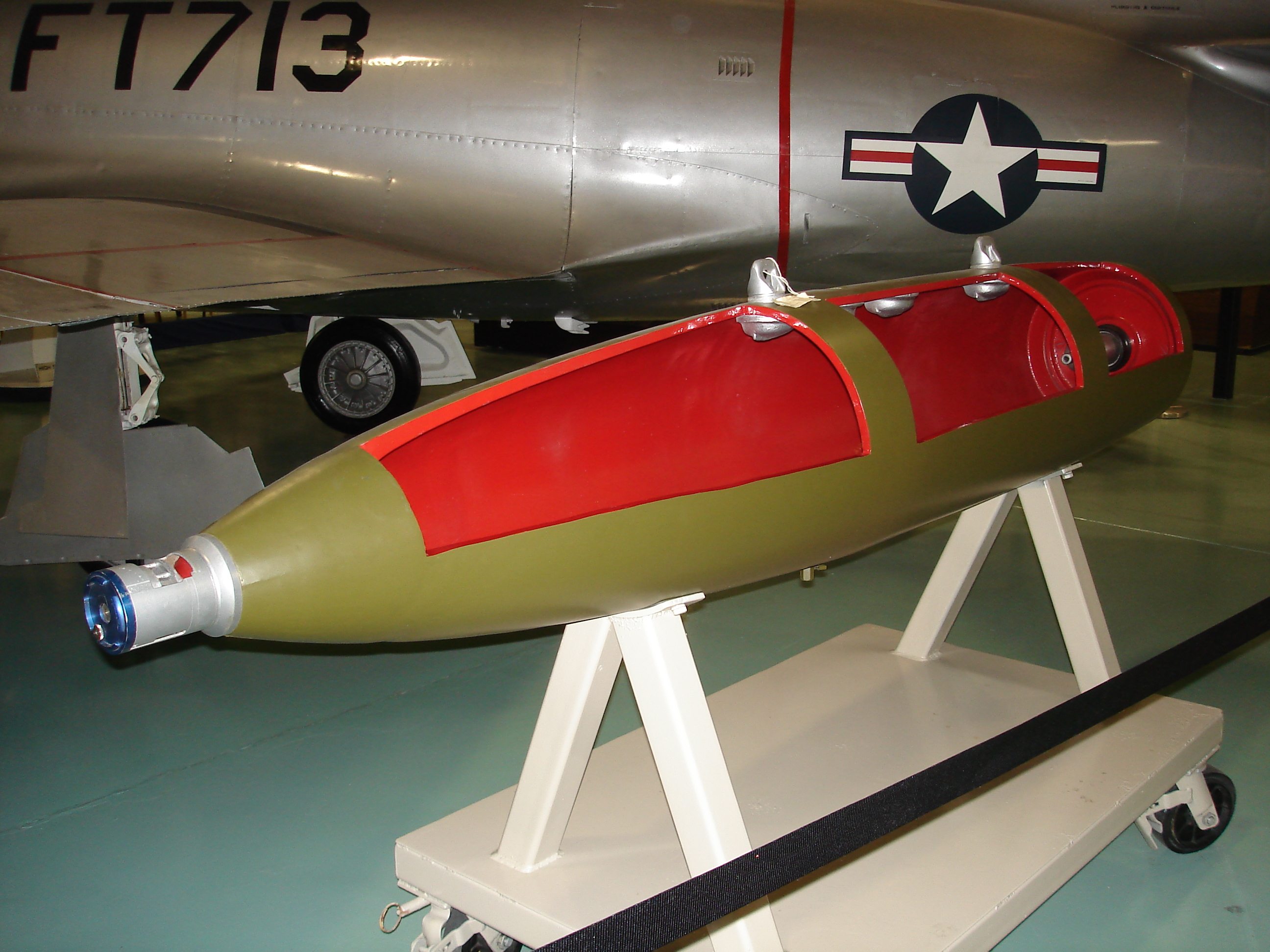
Тіло бомби Mk. 84 де видно виступи підвіски, які зазвичай розташовані перпендикулярно до тіла ніж у одну лінію як на зображенні.

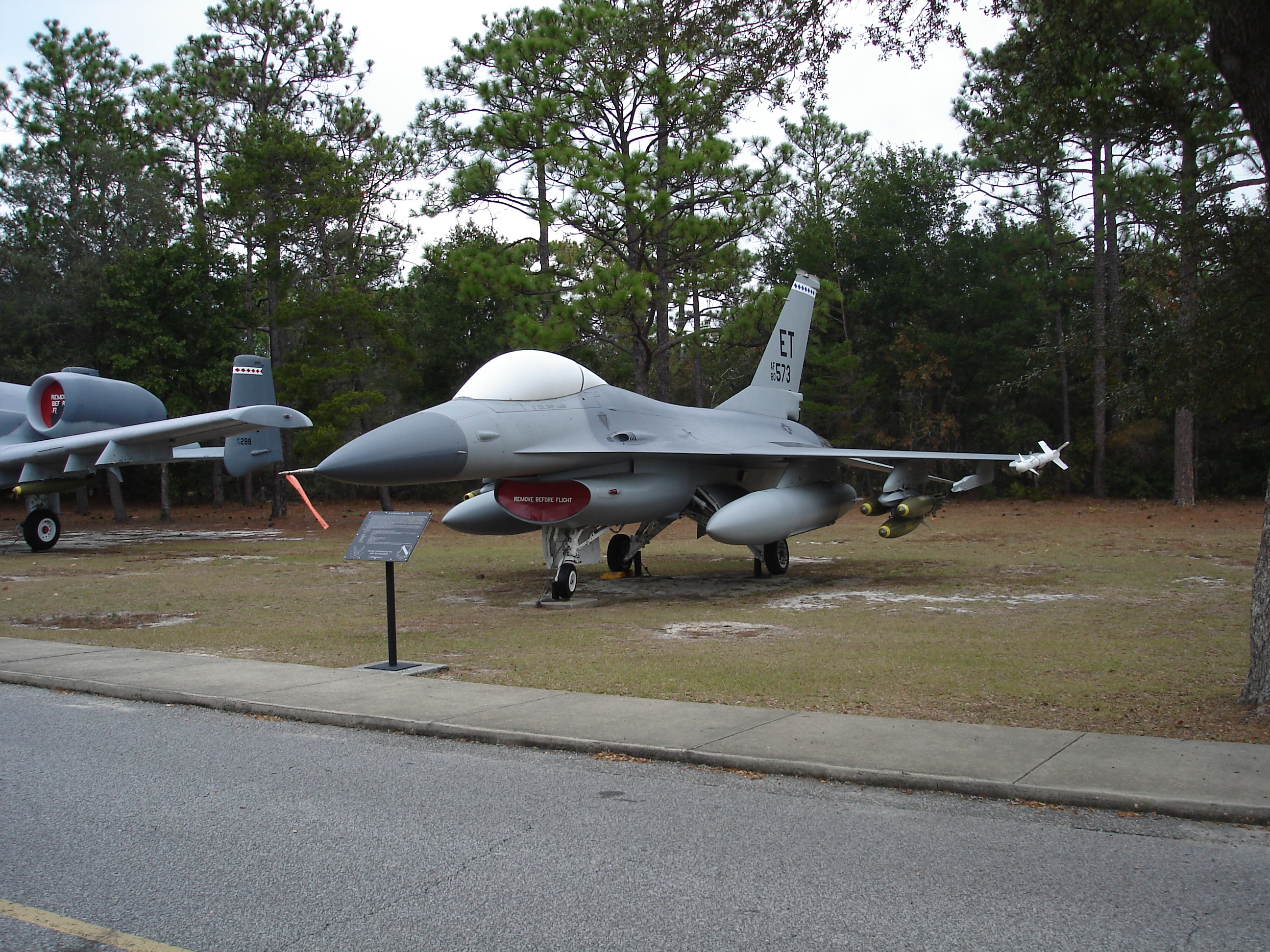
F-16 на виставці з бомбами Mk 82, паливними баками та ракетами AIM-9. Бомби Mk 82 встановлені на потрійних ежекторних стійках (TER).

Стійки використовуються для перевезення, наведення та скидання підвісних блоків. Стійки можуть бути частиною корпусу або можуть вставлятися у модульний відсік опорної конструкції, наприклад пілон. На стійки можуть монтуватися блоки або інші види підвісного обладнання, наприклад, кілька бомб можна встановити на один пілон, як наприклад на F-105 «Тандерчиф» під час війни у В'єтнамі або на великих зовнішніх стійках як на B-52 Stratofortress, на які можна підвісити 12 некерованих бомб у чотирьох потрійних ежекторних стійках які встановлені на одному пілоні. При використанні такого ж пілону, але інших стійок та перехідників, можна підвісити 9 крилатих ракет повітряного базування. Використання модульних стійок і універсальних перехідників спрощує налаштування потрібного навантаження.
Блоки кріпляться за допомогою замків у стійки на підвісних L-подібних гаках. В залежності від ваги блоків може використовуватися один або кілька затискачів які розташовані на блоці на відстані один від одного. Відстань стандартизована. У НАТО використовується 14-дюймова підвіска для легких блоків або 30-дюймова підвіска для важких блоків. В залежності від блоків вагою від 1000 фунтів використовується від 3 до 4 затискачів у межах діапазону підвіски. Стандартом для російських блоків стандартом є 110 мм підвіска для вертольотів або 250 мм підвіска. Для запобігання розхитуванню блоків у боку при маневруванні літака передбачено підпорні фіксатори. Підпорні фіксатори прикріплені до рами стійки. Їх можна регулювати автоматично або вручну.
Блоки можна скинути зі стійки під власною вагою або за допомогою відстрілу. Відстріл відбувається за допомогою імпульсного набою, піротехнічного пристрою який за допомогою запалення робить скидання безпечним відстрілюючи блок від стійки або літака. Деякі стійки мають допоміжні набої на той випадок якщо основний набій не спрацює. Стійки можуть мати прилади, такі як Zero Retention Force Arming Unit (соленоїд для витягування зарядних дротів від детонатора), порти для даних, відео або електричних запалів. MIL-STD-1760 Aircraft/Store Electrical Interconnection System являє собою стандартизований електричний інтерфейс передачі даних між військовим літаком та підвішеним блоком.
Неоднозначно і для простоти термін стійка також використовується для позначення деяких підтримуючих структур. Multiple Ejector Rack (MER) зазвичай відносять до несних конструкцій які можуть нести до шести блоків. Triple Ejector Rack (TER) відноситься до несних конструкцій які можуть нести до трьох блоків.

### Пускові установки керованих ракет
Пускові установки керованих ракет представляють собою механічні та електричні засоби доставки на пуску у повітрі керованих ракет з літака. Основним конструктивним елементом пускової установки є монтажний корпус. Це штампований алюмінієвий предмет з механічною обробкою, який забезпечує структурну жорсткість пускової установки і забезпечує встановлення всіх інших агрегатів. Вона також включає положення для монтажу пускової установки на літак.
Деякі пускові установки (LAU-7/A) [Архівовано 25 червня 2017 у Wayback Machine.] мають азотні приймачі які зберігають азот під великим тиском який використовують для охолодження ІЧ детектора системи наведення ракети. Усі приймачі мають зарядний клапан (для перезарядки), запобіжний клапан та манометр вставлений на задньому кінці циліндра. Живлення подається на систему керування наведенням здійснюється через штирьовий штекер. Привідний пристрій безпеки запобігає ненавмисному спрацюванню зарядів пускових установок.
Ракети мають кронштейни для кріплення до стійки, яка у поперечному перерізі або T-подібну стійку має назву внутрішній T-подібний кронштейн або нагадує підкову яку називають зовнішня U-подібна підкова. Крім того, кронштейни часто називають затискач або гачок.
Більшість пускових установок також називають рейкові пускові установки, тому що вони мають зовнішні рейкові фланці, які спрямовують ракету з кронштейнів під час пострілу.
Літаки, так як F-4 Phantom II, F-18 та Panavia Tornado ADV мають напів-заглиблені фюзеляжні підвіски для зменшення опору. Ці підвіски внутрішні пускові установки (LAU-116/A) які відстрілюють ракети перед запуском. Гази які швидко розширюються з імпульсного набою, активують поршні ежектора і звільняють ракету з пускової установки. До запуску маршевого двигуна ракета спрямовується на безпечну відстань від літака. Літаки стелс, такі як F-22 мають пневматичні пускові установки, які розширюються, і можуть бути рейкового (LAU-141/A) [Архівовано 25 червня 2017 у Wayback Machine.] або ежекторного (LAU-142/A) [Архівовано 25 червня 2017 у Wayback Machine.] типу. Літаки стелс, такі як Chengdu J-20, мають висувні пускові установки які висуваються назовні на рейках, що дозволяє залишатися зачиненому бомбовому відсіку.

### Роторні пускові установки
Роторні пускові установки представляють собою роторне підвісне обладнання змонтоване всередині бомбового відсіку бомбардувальника. Роторні пускові установки мають власні підвіски та мають можливість обирати блоки у бомбовому відсіку для стрільби.
Недоліком роторної пускової установки є повільна зміна блоку. Наприклад для роторної пускової установки B-1 потрібно 7 секунд для переведення наступного блоку на бойову позицію.

### Бомбові стійки
Звичайна бомбова стійка B-52 має монтажні блоки у вертикальних колонах, що унеможливлює селективне скидання блоків. Перевагою звичайної бомбової стійки є швидкість скидання всіх блоків. Такі бомбардувальники як B-52, B-1 або B-2 мають спеціально розроблені бомбові стійки з власними позначеннями, наприклад Common Bomb Rack (CBR), Common Bomb Module (CBM) або Smart Bomb Rack Assembly (SBRA).

### Керування механізмом скидання
Окрім варіантів вибору стійки пілот може обирати режим скидання одного або всіх блоків. Блоки можна відстрілювати у одиночному режимі або пульсуючому режимі або залпом. Термін 'пульсація застосовується до одиночного- або пульсуючого та одиночного- тривалого режиму скидання для одного або дзеркального блоку. Залповий режим скидання застосовується до комбінації з кількох блоків разом, наприклад, суміжних блоків. Для скидання кількох магазинів бомб можна налаштувати таймер для скидання бомб через фіксовані відрізки часу. Для аварійного скидання всієї зброї може використовуватися кнопка «паніки», як наприклад на F-4 Phantom II, також така можливість присутня на всіх морських літаках якщо відмовить двигун або якщо не спрацює катапульта; у таких випадках, пілот може натиснути кнопку «паніки» і скинути усі підвісні блоки, зменшуючи вагу, що може допомогти літаку уникнути удару об воду й піднятися догори щоб ухвалити рішення. Літаки наземного базування часто мають таку можливість, для схожих ситуацій, хоча загалом ситуація не така критична як збій у роботі катапульти.

### Приклад позначення станції

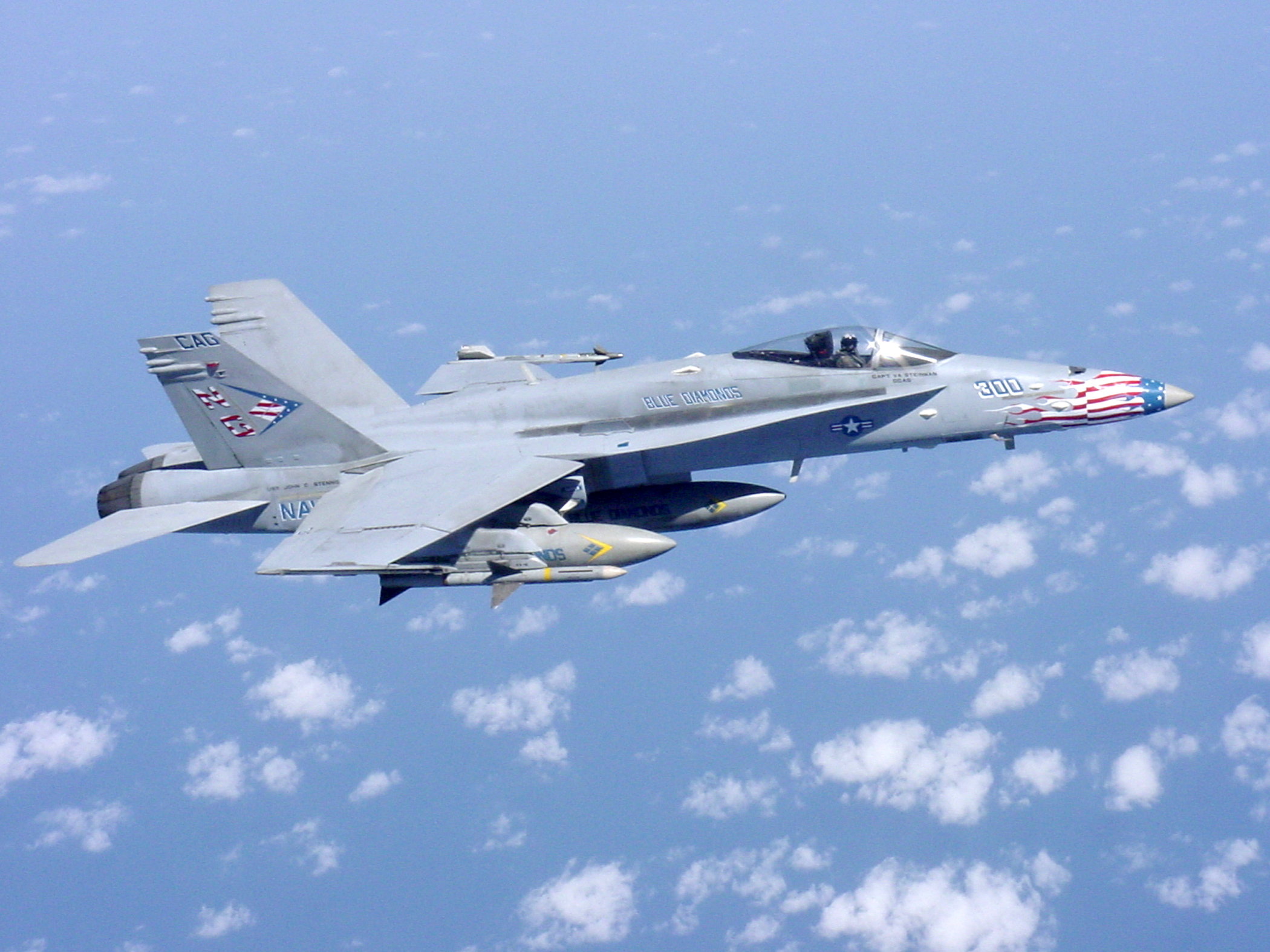
An F/A-18, showing external tanks, two AIM-7s and an AIM-9.

Вузли підвіски літака мають нумерацію з ліва на право. Наприклад, літаки родини Boeing F/A-18A/B/C/D мають дев'ять збройних підвісок:[джерело?]
- 1 & 9, на закінцівках крила, мають по одній рейковій пусковій установці для ракет типу AIM-9.
- 2, 3, 7, & 8, розташовані під лівим та правим крилами, вузли кріплення для пілонів SUU-63A або SUU-63A/A. Пілони мають підтримку ежекторних стійок BRU-32/A, де можна прикріпити різні блоки або пускові установки. Ці підвіски можна підвісити бомби безпосередньо або багато-ежекторні стійки з кількома блоками, або різні пускові установки рейкового типу для ракет класу повітря-повітря або повітря-земля:

Пускові установки рейкового типу LAU-115 для AIM-7; [Архівовано 11 грудня 2007 у Wayback Machine.]: Пускові установки LAU-115 з двома LAU-7 або LAU-127, по одному з кожного боку, для двох AIM-9 або AIM-120s; [Архівовано 11 березня 2016 у Wayback Machine.]: Пускова установка LAU-117 для ракет AGM-65 Maverick; [Архівовано 25 червня 2017 у Wayback Machine.]: Пускова установка LAU-118 для ракет AGM-88 HARM  [Архівовано 25 червня 2017 у Wayback Machine.]
- 4 & 6, розташовані з боків фюзеляжу, пускові установки ежекторного типу LAU-116 для ракет AIM-7 та AIM-120. Підвіска 4 може також нести спрямовані вперед інфрачервоні гондоли для виявлення та позначення цілей.
- 5, розташований під фюзеляжем, для встановлення малого пілона SUU-62/A та стійки BRU-32, а також тих блоків які встановлюють на підкрилові пілони. Винятком є будь-які блоки з реактивними двигунами, щоб не пошкодити носову стійку шасі.
- 3, 5, & 7, так звані 'мокрі' стійки з паливопроводами які ведуть від та до зовнішніх паливних баків.
- Є відомості принаймні про один літак, SEPECAT Jaguar, який мав надкрилові вузли підвіски для ракет повітря-повітря. Ці надкрилові вузли підвіски містилися на тій же відстані що і підкрилові внутрішні підвіски.